# Frida Klarlund
Frida Mia Klarlund Nielsen (* 14. Dezember 1989) ist eine dänische Fußballschiedsrichterin.

## Werdegang
Klarlund leitet Spiele in der dänischen ersten Frauen-Liga, zudem einzelne Spiele im dänischen Fußballpokal sowie seit der Saison 2021/22 auch Spiele in der zweiten Herren-Liga.
Seit 2015 steht sie auf der Liste der FIFA-Schiedsrichter und leitet internationale Fußballpartien.
Im September 2018 pfiff Klarlund mit der Partie SFK 2000 Sarajevo gegen Chelsea FC Women (0:5) erstmals ein Spiel in der Women’s Champions League.
Bei der U-17-Europameisterschaft 2018 in Litauen im Mai 2018 leitete sie zwei Gruppenspiele sowie das Spiel um Platz drei zwischen England und Finnland (1:2). Auch bei der U-19-Europameisterschaft 2023 in Belgien im Juli 2023 ist sie als Schiedsrichterin im Einsatz.
Zudem leitete Klarlund Spiele in der Qualifikation zur Europameisterschaft 2022 (drei Spiele), in der europäischen WM-Qualifikation für die Weltmeisterschaften 2019 und 2023 (vier Spiele), beim Arnold Clark Cup 2023 sowie Freundschaftsspiele.
Seit der Saison 2023/24 gehört sie zur Gruppe der UEFA-Elite-Schiedsrichterinnen.
Im April 2025 wurde Klarlund gemeinsam mit Fie Bruun und Heini Hyvönen für die Europameisterschaft 2025 in der Schweiz nominiert.

## Einsätze bei der Fußball-Europameisterschaft der Frauen 2025
| Phase        | Datum         | Spielort   | Heimmannschaft | Gastmannschaft | Ergebnis  |
| ------------ | ------------- | ---------- | -------------- | -------------- | --------- |
| Gruppenphase | 5. Juli 2025  | Luzern     | Wales          | Niederlande    | 0:3 (0:1) |
| Gruppenphase | 13. Juli 2025 | St. Gallen | England        | Wales          | 6:1 (4:0) |